# ジャワ島西部地震
ジャワ島西部地震（ジャワとうせいぶじしん、インドネシア語: Gempa bumi Banten 2018、2018年バンテン州地震）は、2018年1月23日、インドネシア・バンテン州ルバック県西沖合約81㎞で発生したマグニチュード（Mw）6.1の地震である。